# Parvisedum
Parvisedum là một chi thực vật có hoa trong họ Crassulaceae.